# Scorțeni (Prahova)
Scorțeni is een Roemeense gemeente in het district Prahova.
Scorțeni telt 6195 inwoners.